# 小普莱朗
小普莱朗（法語：Plélan-le-Petit，法語發音：[plelɑ̃ lə pəti]）是法国阿摩尔滨海省的一个市镇，位于该省东部，属于迪南区。

## 地理
小普莱朗（48°26'3"N, 2°13'12"W）面积21.23 平方千米，位于法国布列塔尼大區阿摩尔滨海省，该省份为法国西北部沿海省份，位于布列塔尼半岛北部，北濒大西洋英吉利海峡，西接菲尼斯泰尔省，南至莫尔比昂省，东临伊勒-维莱讷省。
与小普莱朗接壤的市镇（或旧市镇、城区）包括：布尔瑟勒、拉朗代克、朗盖迪亚、梅格里、圣莫代、圣梅卢瓦代布瓦、圣米歇尔德普莱朗。

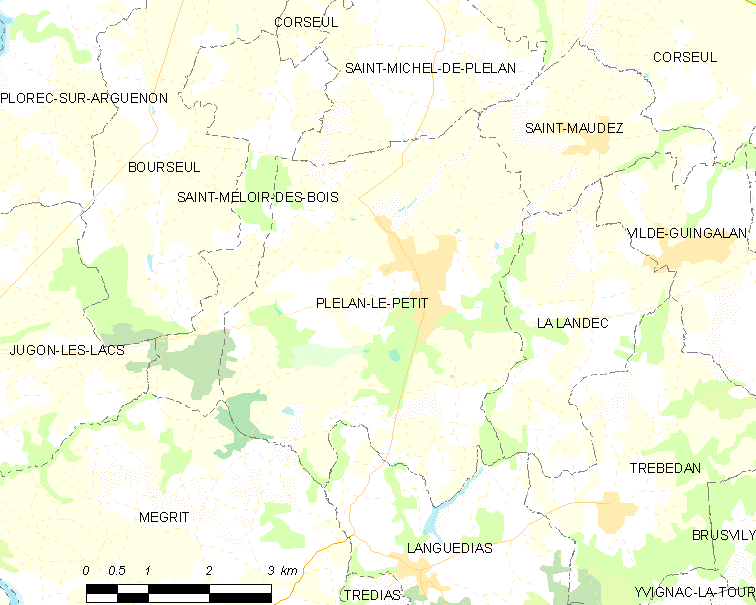
小普莱朗的OSM定位图

小普莱朗的时区为UTC+01:00、UTC+02:00（夏令时）。

## 行政
小普莱朗的邮政编码为22980，INSEE市镇编码为22180。

## 政治
小普莱朗所属的省级选区为普朗科埃特县。

## 人口

1962-2008年间小普莱朗人口变化图示

小普莱朗于2022年1月1日时的人口数量为1947人。